# Wiemersdorf
Wiemersdorf, en baix-alemany Wiemersdörp, és un poble de l'amt de Bad Bramstedt-Land al districte de Segeberg a l'estat de Slesvig-Holstein a Alemanya. El 31 de desembre de 2021 tenia 1.685 habitants i una superfície de 17,55 km².
El primer esment del poble Wimeresthorpe data del 1141, en una llista de les dependències del monestir de Neumünster. El poble, amb poca història, té una antiga tradició democràtica d'assemblees que tenen lloc el dia de Sant Martí i documentades des de més de dos segles i mig, però el costum molt probablement és molt més antic.
Es troba a la línia ferroviària A1 que connecta Neumünster amb l'estació central d'Hamburg i a la carretera Hamburg-Kiel, un eix molt important abans de la construcció de l'autopista A7/E45. Avui com antany és un un poble rural, del qual la primera activitat econòmica és l'agricultura i particularment el cultiu d'espàrrecs.

## «Capital eòlica»

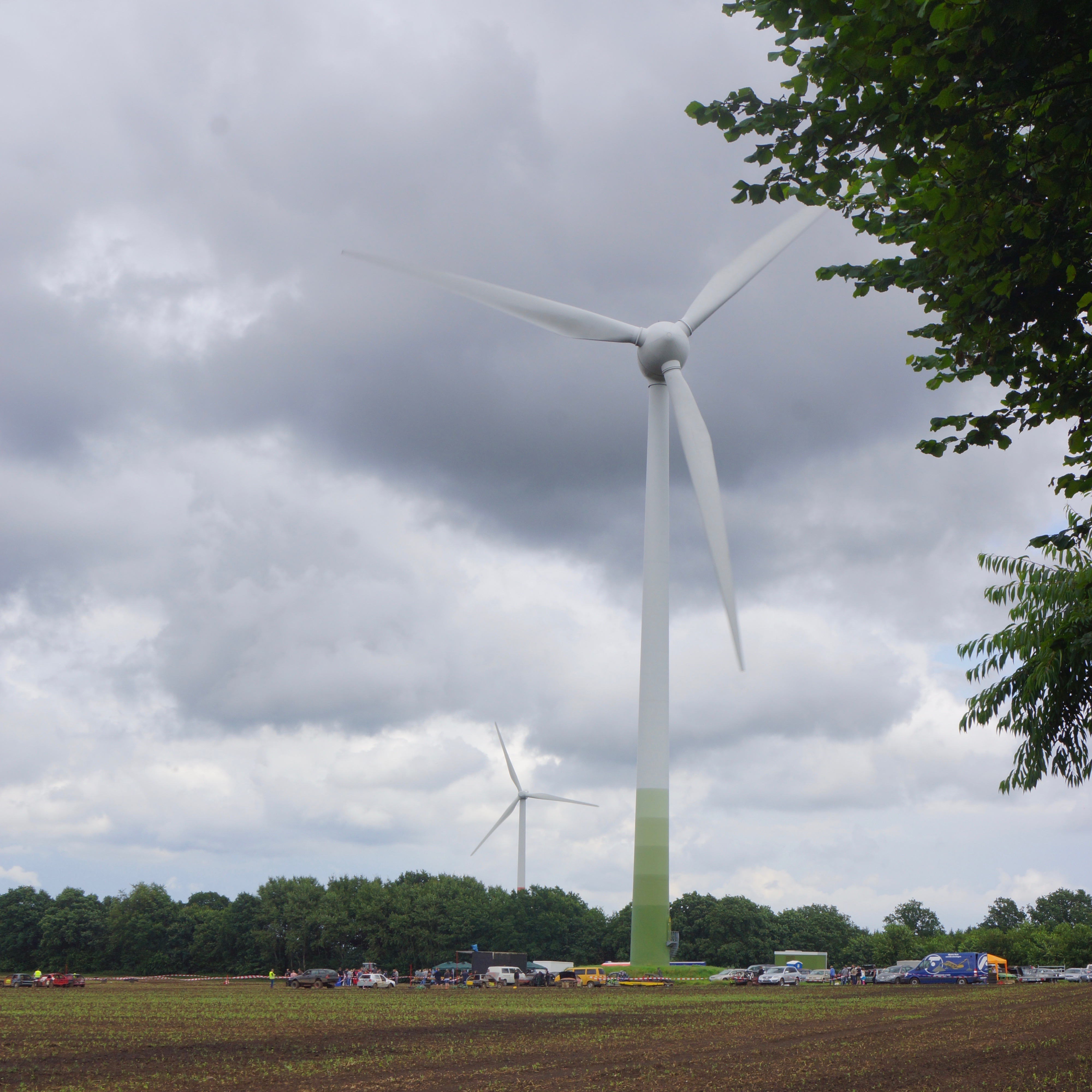
Dos aerogeneradors del parc eòlic cívic de Wiemersdörp

El 1998, l'enginyer i fill de granger Hans-Günther Lüth va unir cinquanta pioners que van fundar una cooperativa cívica, que el 2001 hi ha construït els sis primers aerogeneradors. Amb el temps va esdevenir una segona activitat econòmica profitable, a costat del cultiu d'espàrrecs. La iniciativa va tenir un èxit i el 2004 van eixamplar el parc eòlic amb tres molins més. Des del començ, els iniciadors d'aquest projecte van ser molt atents a participació cívica. La implicació dels habitants va comprovar-se l'element clau per obtenir l'adherència de la població i evitar les reaccions tipus nimby. El fet que els participants amb el temps van obtenir un rendiment entre 7 i 10% anuals hi va ajudar.
El 2010 s'hi van inaugurar set instal·lacions més. Tenen aspes de 50 m que culminen a una altitud de 150 metres. Wiemersdorf, que compta amb prou feines sis-cents famílies, ara s'ha fet un exportador net d'energia eòlica. El 2023 s'hi produeix l'equivalent del consum d'unes 30.000 famílies. Els vilatjans dels afores participen en uns 20% de la cooperativa de producció.
Després de més de vint anys, els sis primers molins han arribat en fi de vida. Mentrestant, la tecnologia ha progressat i es prepara la renovació del parc. Cinc molins de darrere generació produiran quatre vegades més electricitat per un preu molt més baix. La cooperativa va patir el bloqueig pel Ministeri de Medi Ambient fins que els tribunals van decidir que les objeccions no eren justificades. Nogensmenys va comportar una pèrdua de temps i recursos. El 2023 les obres finalment van començar.

## Llocs d'interès
- El sender Naturparkweg que connecta les cinc reserves naturals de Slesvig-Holstein des d'Eckernförde via Aschberg, Sehestedt, Westensee, Brammer, Aukrug, Brokstedt, Wiemersdorf, Fehrenbötel, Blunk, Bad Segeberg, Bad Oldesloe cap al parc natural dels llacs de Lauenburg.[9]
- El llac de Wiemersdorf,[10] un llac artificial excavat per a la construcció de l'autopista A7, estimat pels pescadors esportius
- El Parc Eòlic Cívic (Bürgerwindpark Wiemersdorf),[11] un parc eòlic promogut pels habitants del poble

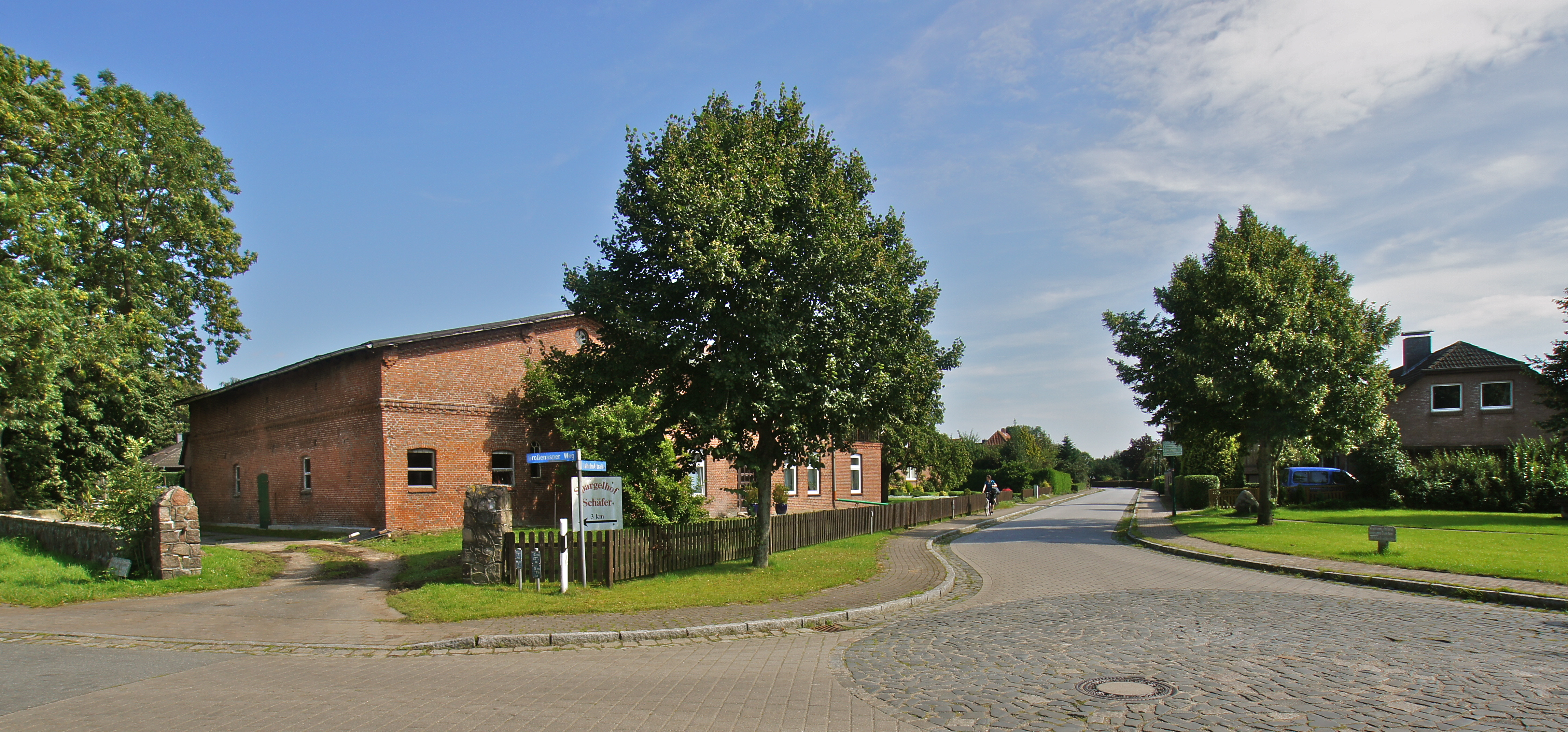
Panorama amb placa indicadora vers un mas cultivador d'espàrrecs
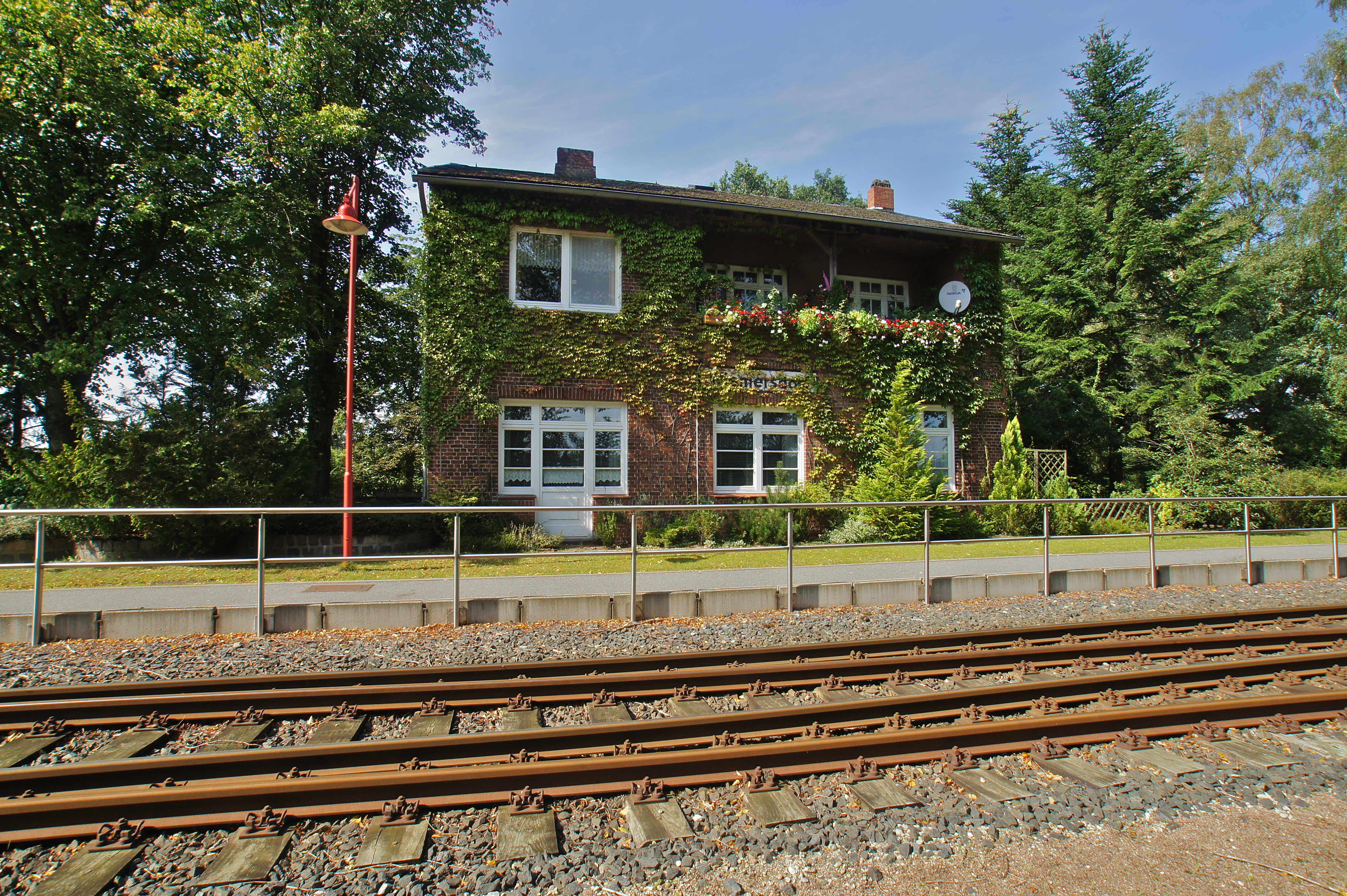
Antiga estació de ferrocarril
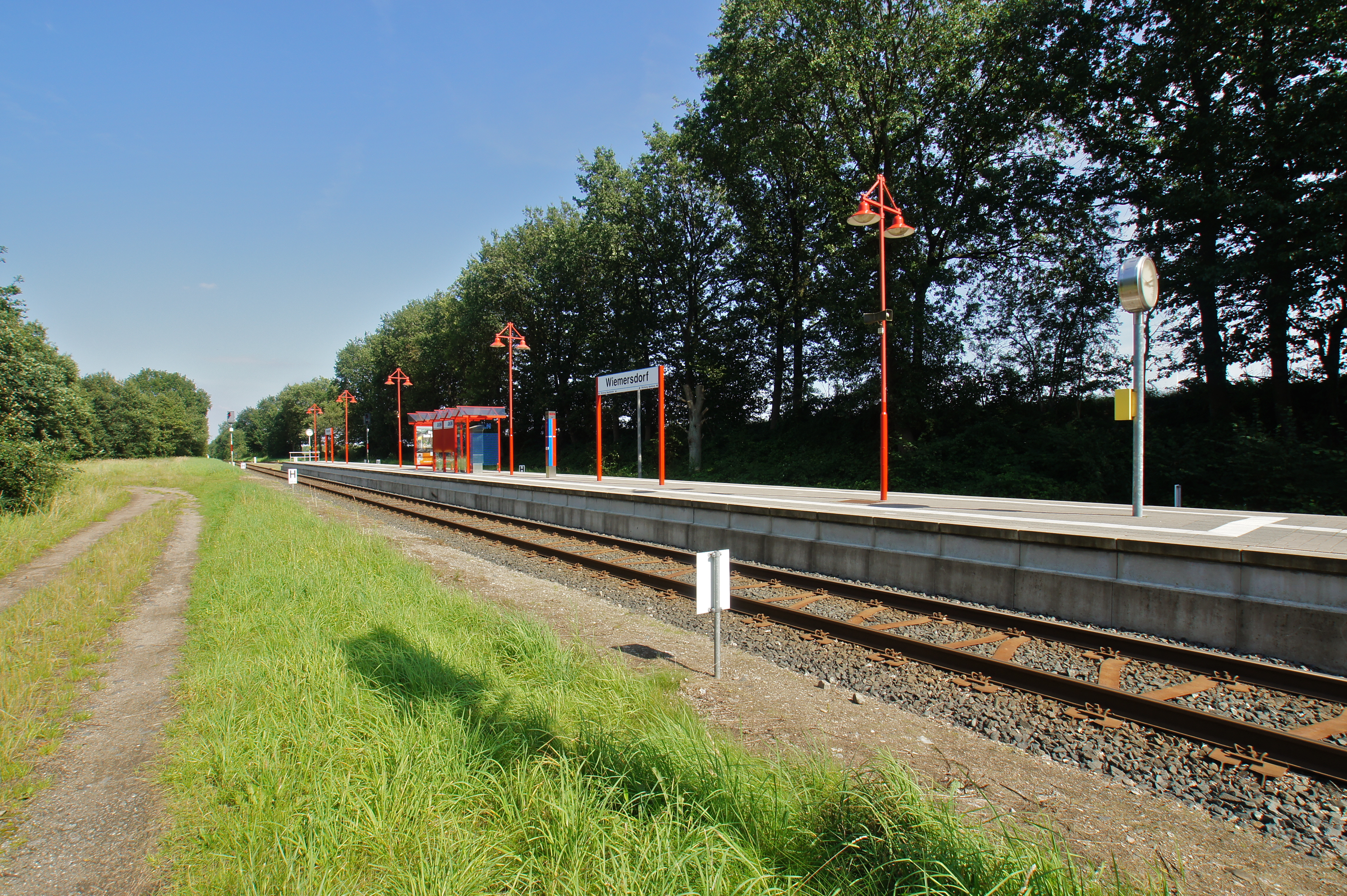
L'estació moderna
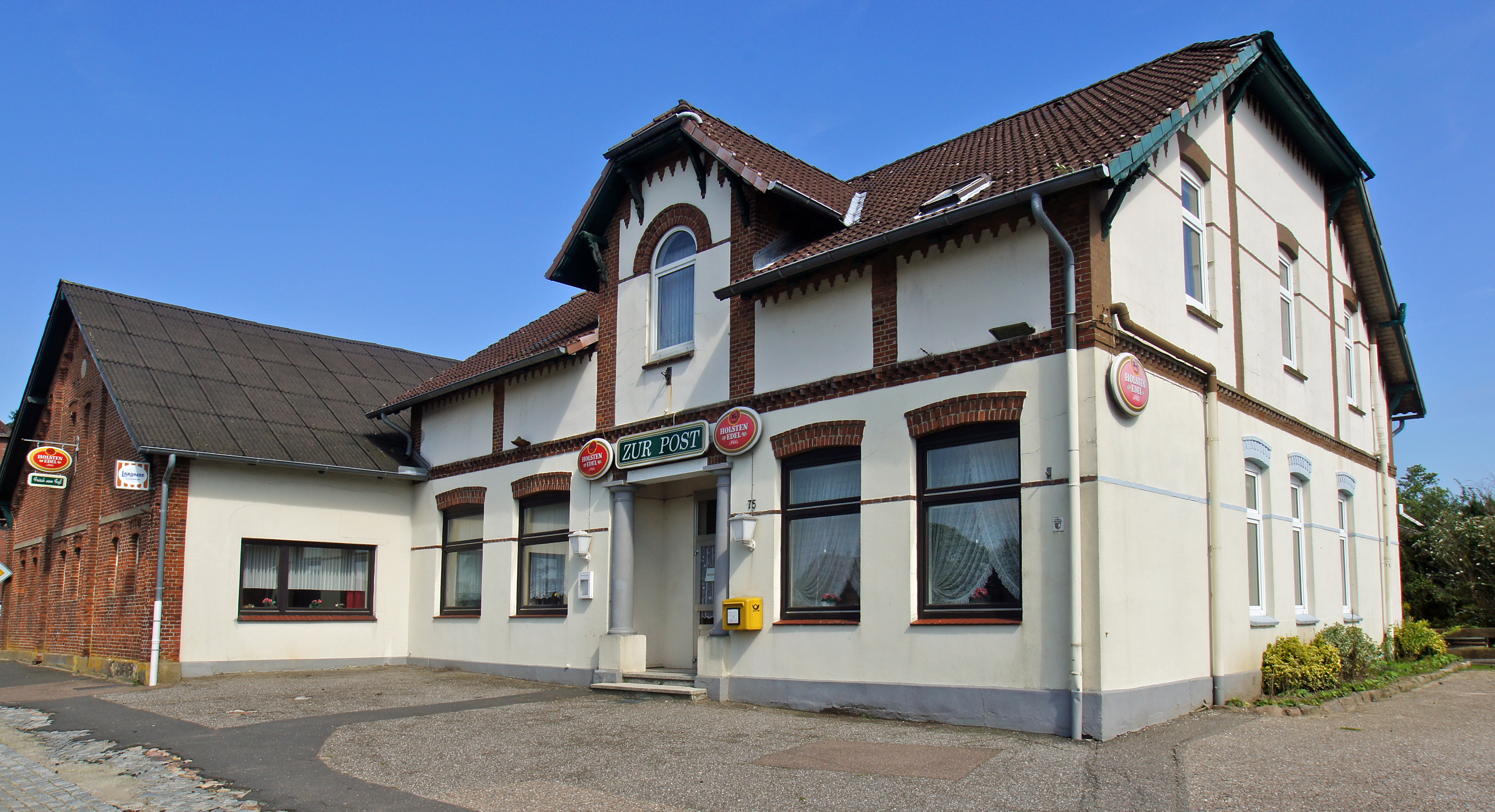
Posada de correus Zur Post
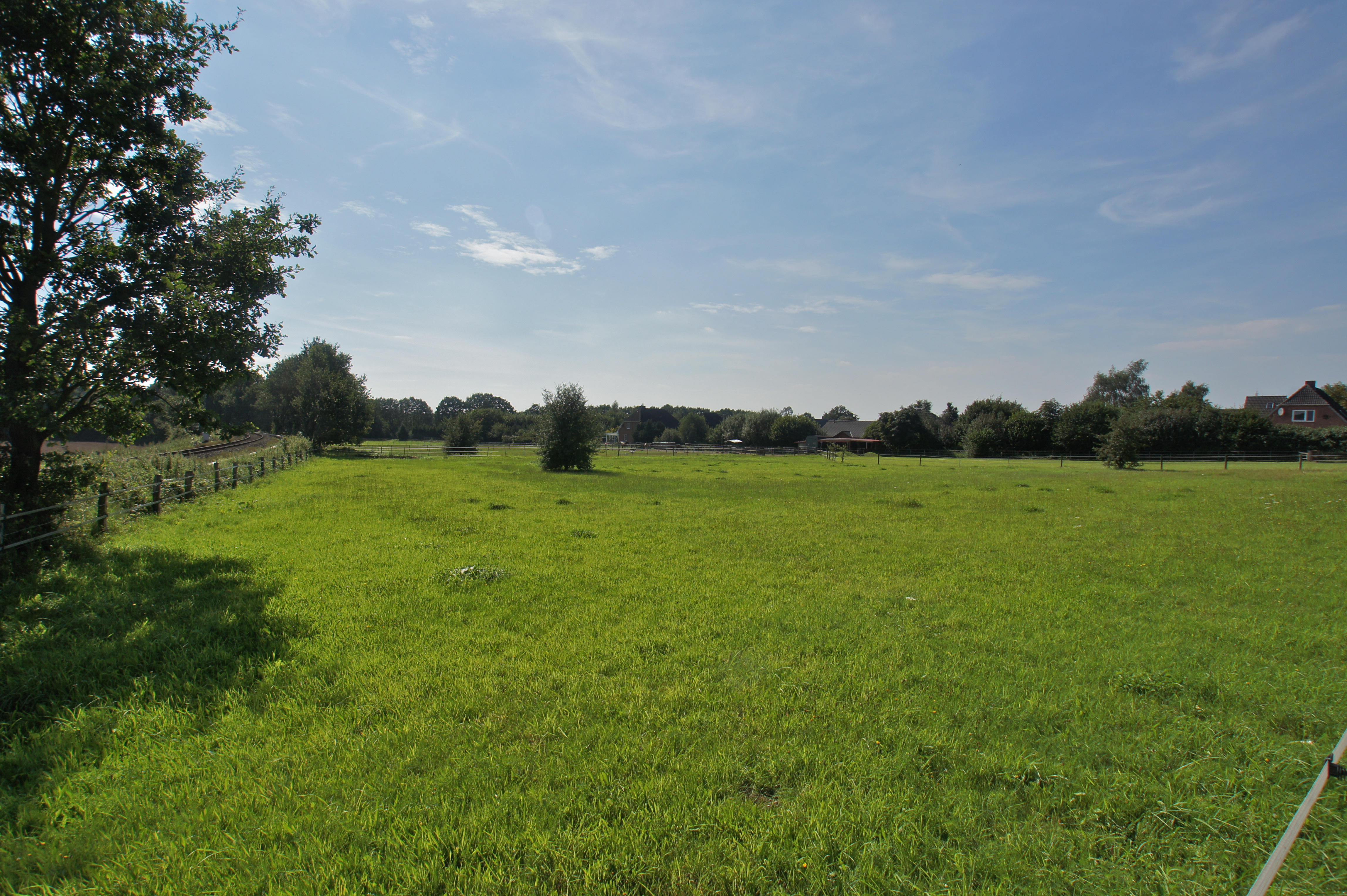
Prats a prop de l'estació
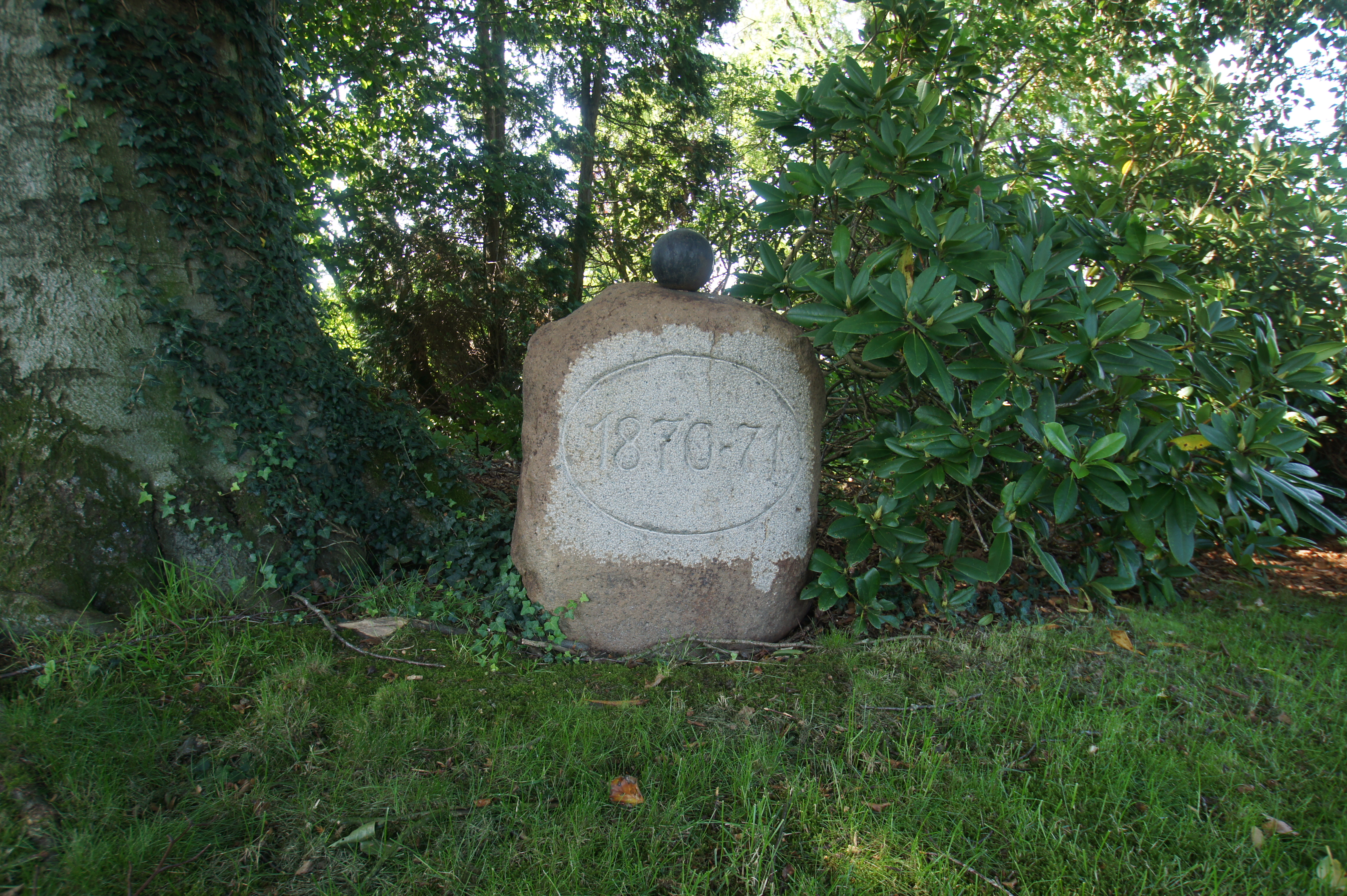
Monument per a les víctimes de la Guerra francoprussiana
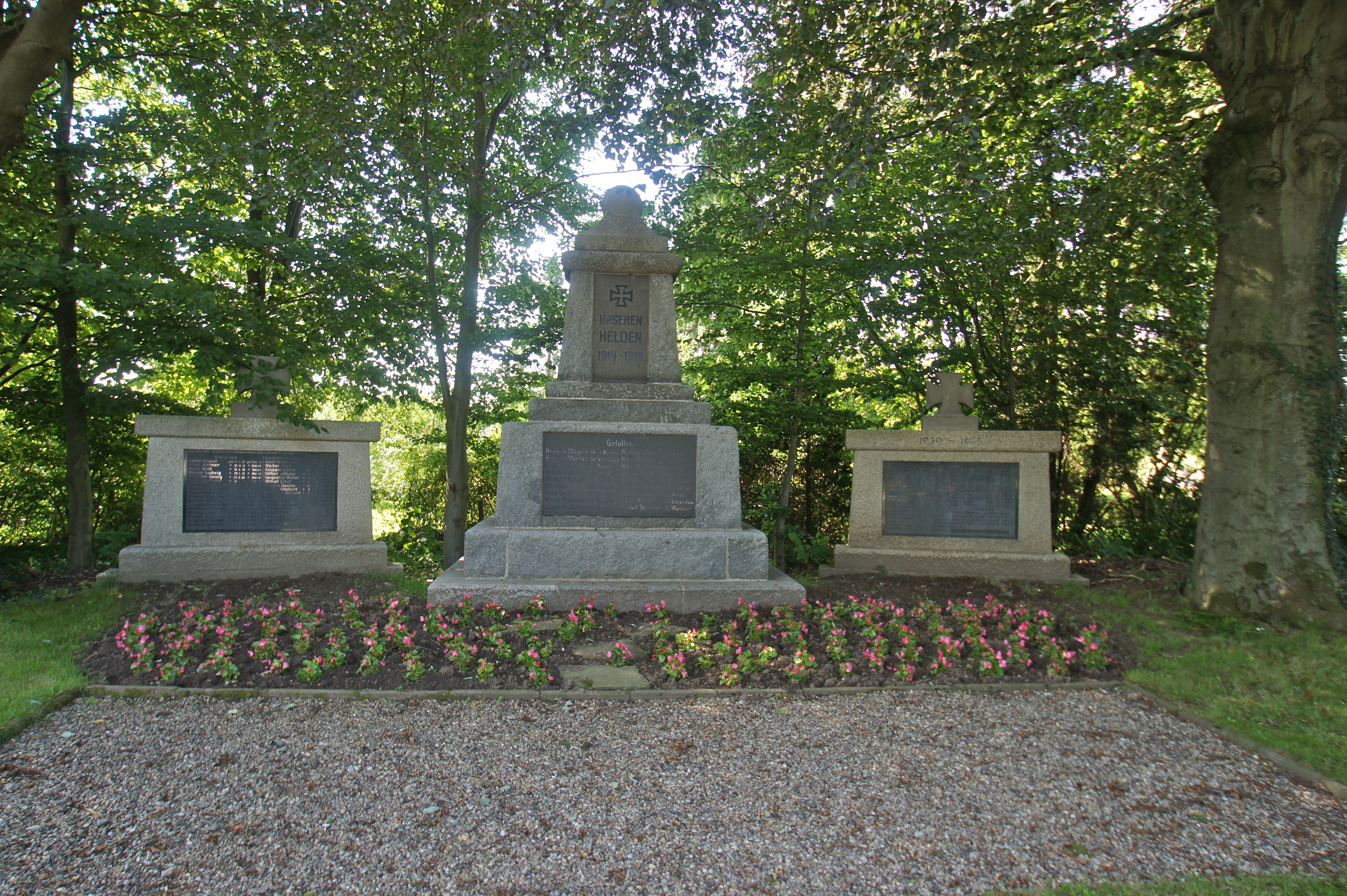
Monument per a les víctimes de la primera i Segona Guerra Mundial